# آردیلا (آلاباما)
آردیلا (به انگلیسی: Ardilla) یک منطقهٔ مسکونی در ایالات متحده آمریکا است که در شهرستان هیوستون، آلاباما واقع شده‌است. آردیلا ۷۷٫۱۲ متر بالاتر از سطح دریا قرار دارد.